# Kiusam de Oliveira

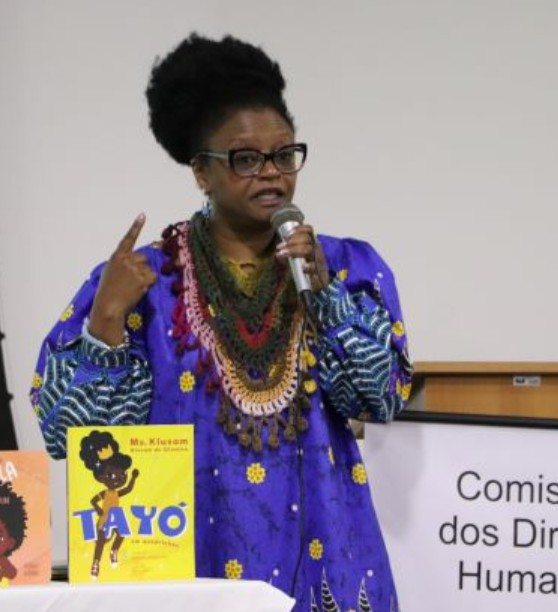
Kiusam Oliveira

Kiusam de Oliveira (Santo André, 1965) é uma vereadora, educadora e escritora brasileira.

## Biografia
É Doutora em educação pela Universidade de São Paulo e especialista em relações étnico-raciais e Mestre em Psicologia pela mesma instituição. É escritora de livros para crianças e jovens.
Atuou como professora da Universidade Federal do Espírito Santo (UFES) até 2019, ministrando disciplinas relacionadas à Educação das Relações Étnico-Raciais. Trabalhou também como orientadora pedagógica no projeto Geração XXI, considerado o primeiro projeto de Ação Afirmativa do Brasil. Entre 2005 e 2008, foi chefe de Educação Especial no município de Diadema, em São Paulo.
Entre 2005 e 2016, assessorou a implementação da Lei nº 10.639/2003, que tornou obrigatório o ensino da história e cultura afro-brasileira nas escolas. Atuou, nos anos de 2010 e 2011, como assessora da Secretaria de Cultura do Município de Diadema, com foco nas questões de gênero e raça, especialmente ligadas à dança. Em 2013, colaborou com a Prefeitura de São Paulo (DOT-P-Guaianases) na implementação da mesma lei na região leste da capital.
Em 2010, participou como representante do Brasil no Festival Mundial de Artes Negras (FESMAN), realizado no Senegal. Desde então, tem realizado palestras em diversas regiões do país abordando temas como relações étnico-raciais na educação, infância negra, identidade e corporeidade negra, religiões de matriz africana, especialmente o candomblé, e danças afro-brasileiras.
Além da carreira acadêmica, política e educacional, desenvolve atividades como artista multimídia, arte-educadora, bailarina, coreógrafa e contadora de histórias, com ênfase na mitologia afro-brasileira.

## Prêmios e reconhecimentos
Recebeu o Prêmio Cátedra UNESCO por dois livros: “Solfejos de Fayola” (Ed. de Cultura, 2021) e “Tayó em Quadrinhos” (Companhia das Letrinhas, 2021).
- Akili está feliz - (Ed. Melhoramentos, 2022)
- Omo-Oba: Histórias de Princesas - (Mazza Edições, 2009) – Selo Altamente Recomendado da FNLIJ/2010 e selecionado pelo PNBE/2011;
- O mundo no black power de Tayó - (Editora Peirópolis, 2013) – prêmio PROAC/2012 - Selecionado para o Acervo Básico da Fundação Nacional do Livro Infantil e Juvenil (FNLIJ) 2014, categoria Criança;
- O mar que banha a ilha de Goré - (Editora Peirópolis, 2015) – Prêmio Escritores Negros da Biblioteca Nacional.